# Una notte al museo - La vendetta di Kahmunrah
Una notte al museo - La vendetta di Kahmunrah (Night at the Museum: Kahmunrah Rises Again) è un film d'animazione del 2022 diretto da Matt Danner, prodotto dalla 20th Century Animation e distribuito su Disney+.
Si tratta del quarto capitolo di Una notte al museo, sequel animato del film live action Notte al museo - Il segreto del faraone (2014).

## Trama
Il Museo di storia naturale di New York ha un nuovo guardiano notturno, ma Larry Daley non è contento di questo cambiamento. Teddy Roosevelt e Sacagawea suggeriscono che il figlio di Larry, Nick, assuma l’impiego, e Larry accetta dopo qualche esitazione. Nick è ansioso di fare il DJ al concerto jazz della sua scuola per impressionare la sua cotta, Mia, ma non ha molta fiducia nei suoi mezzi. Larry dice a Nick che farà il guardiano in un museo in Giappone per l'estate, mentre il figlio rimane a casa. Incoraggiato, oltre che dal padre, anche dalla madre Erica, Nick si sente in qualche modo rassicurato e inizia il suo nuovo lavoro.
Riallacciando i rapporti con personaggi come Rexy, Attila e Giovanna d'Arco, Nick affronta la sua prima sfida: chiudere a chiave il magazzino nel seminterrato. Terrorizzato da ciò che trova, blocca la porta con una statua e scappa. Nel frattempo, Kahmunrah fugge dalla sua prigionia e ruba la tavola magica, che dà vita alle mostre, con l'intenzione di conquistare il mondo. Mentre Kahmunrah scappa dal museo, Nick e i suoi amici lo inseguono, con Rexy che, invece, rimane a proteggere la struttura. Giovanna d’Arco ha una visione che li conduce al Museo di Arte Naturale, dove Kahmunrah sta pianificando un attacco.
Nick e gli altri inseguono Kahmunrah attraverso il museo d'arte, dove, nonostante Seth, il Dio del Caos, cerchi di ostacolarli, trovano un dipinto che li trasporta nell'antico Egitto. Sentendosi in colpa per la fuga di Kahmunrah, Nick inizia a perdere la speranza, ma è motivato dai suoi amici. Il gruppo evita le trappole e affronta Kahmunrah e Seth, i quali vogliono scatenare un esercito egizio contro di loro. Nel tempio, Nick supera le sue paure, suona le note sul suo tablet (che usava per fare il DJ) al contrario e sconfigge Seth e Kahmunrah. Proprio al sorgere del sole, il gruppo usa un poster per tornare a casa.
Nick acquisisce fiducia in sé stesso, supera con successo l'audizione per il recital jazz, inizia a frequentare Mia e accetta il suo ruolo di nuovo guardiano notturno del museo.

## Distribuzione
Il film è stato distribuito sulla piattaforma Disney+ a partire dal 9 dicembre 2022.